# Phương sai bán hàng
Phương sai bán hàng là sự khác biệt giữa doanh số bán hàng thực tế và doanh thu ngân sách. Nó được sử dụng để đo lường hiệu suất của một chức năng bán hàng và/hoặc phân tích kết quả kinh doanh để hiểu rõ hơn về điều kiện thị trường.
Có hai lý do doanh số bán hàng thực tế có thể thay đổi so với doanh số đã lên kế hoạch: khối lượng bán được thay đổi so với kế hoạch (phương sai khối lượng bán hàng) hoặc doanh thu ở mức giá khác so với kế hoạch (phương sai giá bán). Cả hai kịch bản cũng có thể đồng thời đóng góp vào phương sai.
Ví dụ: Kế hoạch là bán 5 vật dụng với giá 3 đô la mỗi cái, với doanh thu được lập ngân sách là: (5 * 3 đô la) = 15 đô la. Trong thực tế, 6 vật dụng đã được bán với giá $ 2 mỗi, cho một doanh số bán hàng thực tế của: (6 * $ 2) = $ 12. Do đó, tổng số tiền chênh lệch ($ 12– $ 15) = $ 3 (U) không thể bỏ qua hoặc trừ đi $ 3, vì tổng doanh thu thấp hơn kế hoạch.

## Phương sai giá bán
Phương sai giá bán hàng: Phương sai giá bán hàng cho thấy sự khác biệt trong tổng doanh thu gây ra bằng cách tính giá bán khác với giá dự kiến hoặc giá tiêu chuẩn. Phương pháp giá bán được tính như sau: Số lượng thực tế đã bán * (giá bán thực tế - giá bán theo kế hoạch). Trong ví dụ này, phương sai giá bán là 6 * ($ 2– $ 3) = - $ 6 (U) không thể giảm hoặc trừ $ 6, vì giá bán thấp hơn kế hoạch.

## Phương sai khối lượng bán hàng
Phương sai Khối lượng bán hàng được tính như sau: giá bán ngân sách * (khối lượng bán hàng được lập ngân sách bán hàng thực tế)
Phương sai Khối lượng bán hàng được chia nhỏ thành hai phương sai.
1. Phương sai kết hợp bán hàng
2. Phương sai Số lượng bán hàng

## Tổng phương sai
Do đó, tổng phương sai có thể được nhìn thấy bằng đại số là (trừ $ 6) cộng (cộng với $ 3), cho (trừ $ 3). Hoặc: -6 + 3 = -3.
Kết quả này cho chúng ta thấy tác động tiêu cực của việc bán ở mức giá thấp hơn gấp đôi hiệu ứng tích cực của việc bán với khối lượng cao hơn so với kế hoạch. Điều này có thể xảy ra khi giá được hạ xuống để tăng khối lượng, nhưng khối lượng thực tế tăng không đáp ứng kỳ vọng, có lẽ do đối thủ cạnh tranh cũng cắt giảm giá của họ, hoặc thay đổi sở thích của khách hàng.